# Montangon
Montangon est une ancienne commune française du département de l'Aube, incluse dans celle du Val-d'Auzon depuis 1972.

## Géographie
Le village est situé à 23 kilomètres au nord-est de Troyes, à 13 kilomètres à l'ouest de Brienne-le-Château. 

## Topographie
La plus ancienne forme connue est Montingon en 1136 ; le cadastre de 1819 situait au territoire : Epineuse, Grand-Marais, Grandmont, Loutre, Verpillière, Vignotte.

## Histoire
Des cercueils en pierre de l'époque romaine furent trouvés au lieu-dit Mortureux.
Les premiers seigneurs connu étaient les sires de Chappes en 1205. Vinrent ensuite les Vergy entre 1239 et 1256 où Henri, sénéchal de Bourgogne, puis Jean son fils cadet sire de Fouvent.  
Vinrent ensuite les sires de Brienne avec Jeanne de Châtillon, veuve de Gautier V de Brienne, qui en 1328 récompensait Othon de Montagon et son épouse Perotte d'un sixième des moulins du lieu ; malgré cette ressemblance, les Montagon ne furent point seigneurs des lieux.
Elle reste dans les successeurs jusqu'au duc de Montmorency-Luxembourg qui avait plus de 154 arpents de terres en 1792.
En tant que paroisse elle était du doyenné de Brienne et à la présentation du prieur de st-Sépulcre ; il y avait aussi un prieuré. Son église st-Martin est du XVIe avec une nef à collatéraux et abside. Les voûtes sont tombées en 1861 et fut restaurée de 1868 à 69 par l'architecte de Troyes Boulanger.
En 1789, le village était de l'intendance et de la généralité de Châlons, de l'élection de Troyes et du bailliage de Chaumont.
Le 1er mai 1972, le village fusionne avec Villehardouin et Auzon-les-Marais pour donner Val-d'Auzon.

## Lieux et monuments
- L'église de Montangon, dédiée à Saint-Martin était jadis à la présentation du prieur de l'abbaye du Saint-Sépulcre de Villacerf. La construction actuelle date du XVIe siècle. Elle a été restaurée en 1871 par l'architecte Boulanger. Le maître-autel est l'œuvre du sculpteur troyen François Joseph Valtat.